# Apogonia ritsemae
Apogonia ritsemae är en skalbaggsart som beskrevs av Sharp 1882. Apogonia ritsemae ingår i släktet Apogonia och familjen Melolonthidae. Inga underarter finns listade i Catalogue of Life.